# グルッペン
グルッペン (独: Gruppen)は、西ドイツの作曲家、カールハインツ・シュトックハウゼンが1955年から1957年に作曲した3つのオーケストラのための作品である。

## 作曲の経緯
1954年にエドガー・ヴァレーズのテープとオーケストラのための「砂漠」の初演にテープ音楽の調整役として参加したシュトックハウゼンは当初、電子音楽とオーケストラのための作品として「グルッペン」を構想した。その後、スイスのパスペルスの山荘で構想を進め、最終的に電子音楽とオーケストラから、3つのオーケストラのための作品となった。

## 初演
作品は1958年にケルンでピエール・ブーレーズ、ブルーノ・マデルナ、カールハインツ・シュトックハウゼンの指揮、ケルン放送交響楽団によって初演された。
また、初演時にはグルッペンは1度演奏された後、ブーレーズのピアノソナタ第3番とシュトックハウゼンによる楽曲解説などを挟んだ後、もう一度演奏された。声楽家の松平敬はこの初演について「聴衆が作品を2回聴くことにより、より深い理解を得られるため」と指摘している。

## 編成

### 第1群オーケストラ
フルート1、アルト・フルート1、オーボエ1、イングリッシュ・ホルン1、クラリネット1、ホルン2、トランペット2、トロンボーン2、チューバ1、パーカッション4、グロッケンシュピール1、ハープ1、弦楽合奏

### 第2群オーケストラ
フルート1 (ピッコロ持ち替え)、オーボエ1、小クラリネット1、アルト・サクソフォン1 (クラリネット持ち替え)、バリトン・サクソフォン1、ファゴット1、ホルン3、トランペット2、トロンボーン1、チューバ1、パーカッション4、ピアノ1、ギター1、弦楽合奏

### 第3群オーケストラ
フルート1 (ピッコロ持ち替え)、オーボエ1、イングリッシュ・ホルン1、クラリネット1、バス・クラリネット1、ファゴット1、ホルン3、トランペット2、トロンボーン2、チューバ1、パーカッション4、チェレスタ1、ハープ1、弦楽合奏

## 楽曲構成
演奏時間は約25分。
作品はシュトックハウゼンが考案した「群の音楽」に基づいて作られており、173からなる作品全体のセクションに対して、それらを特徴付ける173の音、テンポがそれぞれ対応している。またこの音列による音楽が1つのオーケストラからではなく、3群の分散されたオーケストラが正面や左右から演奏することによってより空間的な音楽が表現されている。